# Romería de San Isidro Labrador (Los Barrios)
La Romería de San Isidro Labrador de Los Barrios es una fiesta local donde se peregrina desde el núcleo urbano hasta el área de la Montera del Torero para honrar al patrón de la localidad. Se realiza una ruta de aproximadamente 20 km.

## Descripción
El último sábado de abril tiene lugar una misa en la ermita por la mañana y, una vez terminada, se traslada al patrón en una carreta por las calles del pueblo hacia la Montera del Torero. El domingo por la tarde el patrón es devuelto a su ermita.
El camino solo tiene una parada, para comer, que se hace a la altura de la Venta del Frenazo. Luego, se reanuda la marcha hasta llegar a la zona recreativa.
Una vez que todos los participantes han llegado, quien lo desee pernocta en la la Montera del Torero la noche del sábado al domingo. Se organizan conciertos y bailes para ambientar la noche, formándose una verbena rural en el interior del parque natural de los Alcornocales. El domingo se realiza una misa a San Isidro Labrador y, después de comer, regresan hacia el núcleo urbano realizando el mismo camino.
Es una de las fiestas más importantes de Los Barrios y  del campo de Gibraltar, pues acuden personas de todos los lugares de la comarca.
En la fiesta participan decenas de carretas y centenares de jinetes y romeros a pie.
También se han de cumplir estrictas normas medioambientales por celebrarse en un parque natural, y se trabaja satisfactoriamente para lograr el menor impacto posible en la zona. 
Aunque el origen histórico de esta fiesta es religioso, con el tiempo se ha ido convirtiendo en una fiesta también de carácter popular y de ocio.

## Historia
La romería tiene su origen en el año 1964.[cita requerida] Fue impulsada por el párroco D. José Vizo Méndez que rescató está fiesta después de la refundación de la Hermandad San Isidro Labrador, que fue fundada en 1849 en torno al patrón de Los Barrios.[cita requerida]
La romería en su primer año se celebró en el monte de la torre, pues su propietaria Silvia Larios cedió el terreno para que se pudieran organizar en aquel lugar las pertinentes fiestas. Pero las malas condiciones de los terrenos hicieron cambiar de lugar la romería varias veces a sitios como El Pimpollar, Las Majadillas, Matavacas, Benharás, La Cabreriza de la Leona, Los Molinos, los Pantanos de Beatriz y el Molino de los Muñones, junto a la Garganta del Raudal.[cita requerida]
En 1989 se eligió definitivamente que la romería se efectuaría en el área recreativa Montera del Torero y que durase dos días: sábado y domingo.
En el año 2008 esta romería fue declarada Fiesta de Interés Turístico de Andalucía por la Consejería de Turismo, Comercio y Deporte de la Junta de Andalucía.